# PigeonRank
El PigeonRank fue una parodia de Google PageRank, el sistema utilizado por el motor de búsqueda de Google para ordenar los resultados de búsquedas. Es un artículo describiendo qué es PigeonRank y cómo funciona. Esta noticia fue enviada el día del pescado de abril de 2002. El artículo hace muchas referencias humorísticas, juegos de palabras basadas en términos informáticos y cómo funciona Google PageRank en verdad.
En el artículo se pueden apreciar cosas como: 

El éxito de PigeonRank se debe al buen entrenamiento de las palomas domésticas (Columba Livia) y su excelente capacidad para reconocer objetos sin importar la orientación en el espacio. Google utiliza solamente material de bajo coste, palomas de la calle para sus grupos. Se recolectan palomas en parques y plazas de la ciudad.

El artículo en sí, decía que estas palomas eran responsables de la alta eficacia, velocidad y diferentes atributos del buscador.